# Casimir II van Teschen
Casimir II van Teschen (circa 1449 - 13 december 1528) was van 1477 tot 1528 hertog van Teschen, van 1479 tot 1509 hertog van Kosel, van 1493 tot 1528 hertog van Wohlau, van 1498 tot 1517 hertog van Pleß, van 1506 tot 1528 hertog van Troppau en Glogau. Daarnaast was hij van 1497 tot 1504 en van 1507 tot 1517 landeshauptmann-generaal van Silezië en van 1517 tot 1528 landeshauptmann van Opper-Silezië. Hij behoorde tot het huis Piasten.

## Levensloop
Casimir II was de enige zoon van hertog Bolesław II van Teschen en diens echtgenote Anna, dochter van vorst Ivan Vladimirovitsj van Bielsk. Na de vroege dood van zijn vader in 1452, werd hij verder opgevoed door zijn oom Przemysław II, die hem in 1460 het district Bielitz schonk.
De eerste politieke interventie van Casimir II gebeurde in 1471, toen hij koning Wladislaus II Jagiello van Bohemen steunde in diens conflict met de Boheemse adel. De volgende jaren deed hij nog meer politieke ervaring op en toen zijn oom Przemysław in 1477 overleed, had hij hierdoor de nodige ervaring om hem op te volgen als hertog van Teschen. Hij kreeg de controle over het volledige hertogdom Teschen, omdat zijn drie ooms allemaal zonder mannelijke nakomelingen overleden waren. 
Casimir II bestuurde echter niet het hertogdom Glogau, omdat dit toen nog onder het bestuur van zijn tante Margaretha van Cilly stond. Margaretha had Glogau namelijk geërfd van Casimirs oom Wenceslaus. Ondanks de claims van hertog Jan II de Krankzinnige van Sagan, werd Casimir II door de stadsraad van Glogau tot heerser van Glogau benoemd als voogd voor Margaretha. Jan II de Krankzinnige was het daar echter niet mee eens en het kwam tot een oorlog die in oktober 1478 ten einde kwam toen de troepen van Casimir II in de slag bij Crossen an der Oder verslagen werden. 
Ondanks zijn nederlaag zette Casimir zijn strijd om Glogau verder en hij begon onderhandelingen met koning Matthias Corvinus van Hongarije, een bondgenoot van Jan II de Krankzinnige. In het verdrag dat in oktober 1479 afgesloten werd, liet Casimir II zijn claims op Glogau vallen als Matthias Corvinus 2000 florijnen zou betalen. In ruil hiervoor moest Casimir II een eed van trouw afleggen tegenover Matthias Corvinus.
Hoewel Casimir II zijn claims in Neder-Silezië had opgegeven, veranderden zijn ambities niet. In 1480 kreeg hij het district Płeb door zijn huwelijk met Johanna, dochter van hertog van Troppau Victor van Podiebrad (hoewel hij in de praktijk pas in 1498 het district formeel in handen kreeg). Ook kon Victor een grote steun zijn in zijn plannen om Glogau terug te winnen, dat toen in handen van Jan II de Krankzinnige. Een nieuwe nederlaag tegenover Jan II zorgde er echter voor dat Casimir II in 1481 definitief Glogau moest opgeven. 
In de volgende jaren was Casimir II een trouwe bondgenoot van de Boheemse koning Wladislaus II Jagiello. Toen die in 1490 na de dood van Matthias Corvinus ook koning van Hongarije werd, werd Casimir II door hem tot landeshauptmann van Silezië benoemd. Casimir behield deze functie tot in 1504, toen Wladislaus II besloot om Casimir te vervangen door zijn broer Sigismund I Jagiello. Toen Sigismund in 1506 koning van Polen werd, kreeg Casimir II in 1507 zijn functie van landeshauptmann terug en in 1506 kreeg hij het hertogdom Glogau in handen. Kort daarna bemachtigde hij via zijn vrouw ook het hertogdom Troppau.
Wat zijn binnenlands beleid betrof, voerde Casimir II een hard beleid in zijn strijd tegen het banditisme in zijn rijk. Toen hij als landeshauptmann van Silezië dezelfde politiek ging voeren, kon hij echter op niet veel steun rekenen. Voornamelijk de kerk was namelijk tegen zijn beleid en de kerk weigerde in 1501 zelfs om Casimirs zoon Frederik tot bisschop van Krakau te benoemen. 
Een belangrijk item in Silezië was het conflict tussen de hertogen van Opole: Nicolaas II en Jan II. In een poging om het conflict te beëindigen, werd er in 1497 in Nysa een conferentie georganiseerd. Bij deze conferentie waren Casimir II, Nicolaas II, Victor van Podiebrad en bisschop Jan IV van Breslau aanwezig. De situatie liep echter uit de hand toen de stoppen doorsloegen bij Nicolaas II: hij probeerde zowel Casimir II als bisschop Jan IV van Breslau neer te steken. Ondanks protest van de adel en familieleden, veroordeelde Casimir Nicolaas II tot de doodstraf en op 27 juni 1497 werd Nicolaas II op de markt van Nysa onthoofd. Toen Jan II van dit nieuws hoorde, begon hij een brutale vergeldingsexpeditie tegen Casimir II van Teschen te organiseren. De diplomatieke acties van Wladislaus II Jagiello konden oorlog echter voorkomen.
De politieke belangrijkheid van Casimir II bereikte in 1512 zijn hoogtepunt toen koning Sigismund I van Polen huwde met Casimirs nicht Barbara Zápolya. De goede relaties met Polen zorgden er ook voor dat Casimir heel wat gebouwen en naburige gronden in Krakau kon opkopen. De bescherming van de koning zorgde er eveneens voor dat hij in 1514 in staat was om zich te verdedigen tegen klachten van verschillende Silezische steden, die hem beschuldigden van onbekwaamheid. In januari 1515 werd hij dan weer door koning Wladislaus II Jagiello van Bohemen benoemd tot hertog van Oppau, een titel die na zijn dood terug naar de koning van Bohemen zou gaan. Wegens financiële problemen moest hij echter in 1517 het district Pleß voor 40.000 gulden verkopen aan de Hongaarse magnaat Alexis Thurzo.
Rond het jaar 1510 was Casimir II betrokken bij intriges rond de erfopvolging van de kinderloze hertog Jan II van Opole. Eerst leek het dat Casimir de bestemde erfgenaam was van Jan II, vooral toen hij in staat om in 1517 een document te verkrijgen van hertog Frederik II van Liegnitz dat bevestigde dat Casimir II het erfrecht had om de eigendommen van Jan II van Opole te erven. Casimir II kwam echter voor Jan II van Opole te overlijden, waarna die markgraaf George van Brandenburg-Ansbach tot zijn erfgenaam benoemde. 
In 1527 werd Casimir II als gezant van de koning van Bohemen naar Hongarije gestuurd, waar hij moest bemiddelen in het conflict tussen zijn neef Jan Zápolya en Ferdinand van Habsburg om de Hongaarse troon. Zijn inspanningen waren echter onsuccesvol.
In december 1528 stierf Casimir II, waarna ofwel in Teschen ofwel in Oppau begraven werd.

## Huwelijk en nakomelingen
Op 15 februari 1480 huwde Casimir II met Johanna (circa 1463 - 1496), dochter van hertog Victor van Podiebrad van Troppau. Ze kregen twee zonen:
- Frederik (circa 1480/1483 - 1507)
- Wenceslaus II (circa 1488/1496 - 1524), hertog van Teschen

Hoewel Frederik de oudste zoon was, was hij bestemd voor een carrière in de kerk en stierf in 1507. De tweede zoon Wenceslaus II, die aanzien werd als de troonopvolger van zijn vader, stierf in 1524. Hierdoor werd Casimir III na zijn dood opgevolgd door zijn kleinzoon Wenceslaus III Adam.